# 王佑 (泰和)
王佑，字子啟，江西等處行中書省吉安路太和州（今江西泰和）人，明朝政治人物。
其早年担任廣西僉事，并对按察使尋適谈政事，建议先施以礼法教化再用刑。后广西安定。四川平定后，被贬重庆府知府，治理有佳。后因事连坐而被免职。